# Beranuy
Pour les articles homonymes, voir Veracruz (homonymie).
Beranuy (Beranui en Catalan et en Aragonais) est une commune espagnole appartenant à la province de Huesca (Aragon, Espagne) dans la comarque de la Ribagorce.

## Histoire
Formée dans les années 1960 par la réunion des anciennes communes de Beranuy et Calvera, la commune de Veracruz est appelée officiellement Beranuy depuis 2011.